# 彩福邨巴士總站
彩福邨巴士總站（英文：Choi Fook Estate Bus Terminus）位於香港觀塘區平山彩榮路，鄰近彩福邨、彩盈邨、彩霞邨。現時有5條巴士路線以此為總站。

## 歷史
- 2010年8月16日：過海隧道巴士111P線投入服務[1][2]。
- 2011年9月19日：九龍巴士9號線的彩福邨特別班次投入服務[3]。
- 2012年2月1日：九龍巴士14B線的彩福邨特別班次以試辦形式投入服務[4][5]。
- 2013年2月28日：配合路綫重組，九龍巴士28B線投入服務[6][7]，試辦的14B線特別班次則停止服務[8]。
- 2013年12月30日：九龍巴士13X線的彩福邨特別班次投入服務。[9]。
- 2015年12月19日：九龍巴士2X線投入服務[10]。
- 2018年2月12日：九龍巴士9號線作出以下改動[11][12][13]，改為來往彩福及尖沙咀東（麼地道）巴士總站。同日起九龍巴士9號線的彩福邨往尖沙咀碼頭特別班次取消。

## 總站路線資料

### 九龍巴士2X線
- 彩福 ↔ 美孚

此路線於2015年12月19日投入服務，途經彩德邨、彩盈邨、淘大花園、九龍城、旺角、深水埗、長沙灣、荔枝角及美孚，為第二條駛經彩福一帶的全日常規巴士路線。

### 九龍巴士9號線
- 彩福 ↔ 尖沙咀東（麼地道）

2011年9月19日開設特別班次投入服務，途經彩虹邨、新蒲崗、黃大仙、九龍城、旺角、油麻地及佐敦，只於平日上午繁忙時間開出兩班（0725）及（0740）。區議會通過此線將全日以此處作總站，但尖沙咀區總站則縮短至尖沙咀東（麼地道），並於2018年2月12日正式實施此改動。為第三條駛經彩福一帶的全日常規巴士路線，而特別班次服務則於同日取消。

### 九龍巴士13X線（特別班次）
- 彩福邨 → 尖沙咀東

此特別班次2013年12月30日投入服務，途經彩榮路、彩霞道及佐敦谷北道、新蒲崗、馬頭圍、土瓜灣、紅磡、尖東，只於平日上午繁忙時間開出一班（0755）。

### 九龍巴士28B線
- 彩福 ↔ 啟德（啟晴邨）

此路線於2013年3月28日投入服務，途經彩德邨、彩盈邨、樂華邨、康寧道公園、觀塘市中心及九龍灣（九龍灣商貿區、啟業邨及麗晶花園），為首條駛經彩福一帶的全日常規巴士路線。

### 過海隧道巴士111P線
- 彩福 ↔ 中環（港澳碼頭）

於2010年8月16日投入服務，由九巴及城巴聯合營運，途經彩虹邨（只限回程）、新蒲崗（只限回程）、黃大仙、九龍城（只限去程）、馬頭圍、土瓜灣、海底隧道、灣仔、金鐘及中環，只於平日上午繁忙時間開出四班（0707、0717、0740、0755）。
註：有斜體字之班次星期六不設服務

## 過往總站路線
- 九龍巴士14B線

## 車坑分佈
| 車坑分佈（以入口最左邊起計） | 車坑分佈（以入口最左邊起計）    | 車坑分佈（以入口最左邊起計） |
| 路邊停車灣編號               | 路線                            |                              |
| ---------------------------- | ------------------------------- | ---------------------------- |
| 1                            | 九龍巴士9線                     |                              |
| 2                            | 九龍巴士28B線                   |                              |
| 3                            | 九龍巴士2X線 過海隧道巴士111P線 |                              |
| 4                            | 專綫小巴83A線                   |                              |

## 外部連結
- 九巴 （页面存档备份，存于）
- 彩福邨巴士總站 （页面存档备份，存于），城巴／新巴